# Artaio
Artaio (em latim: Artaius) é um epíteto céltico aplicado ao deus romano Mercúrio durante o período romano-céltico. É conhecido de uma única inscrição de Beaucroissant em Isère:
MERCVRIO
AVG ARTAIO
SACR
SEX GEMINIVS
CVPITVS
EX VOTO
"Ao augusto Mercúrio Artaio, Sexto Gemínio Cúpito (que dedicou esta) (pedra) sagrada no cumprimento de um voto."
Em gaulês, a palavra artos significa ‘urso’, e artaios teria sido uma derivada (significando algo como ‘ursino’). Miranda Green considera Mercúrio Artaio ter sido um deus-urso. É também possível que Artaio seja derivado de um nome de lugar (a fim de que, como um "Mercúrio Artaiano", teria apenas indiretamente alguma associação com ursos - se é que a tem) - a inscrição acima foi descoberta na locação que uma vez foi chamada Artay e existe uma cidade similarmente chamada, Artaix, em Sona e Líger.